# غدار: الفصل الثالث
غدار: الفصل الثالث (بالإنجليزية: Insidious: Chapter 3)‏، هو فيلم رعب أمريكي خارق للطبيعة اصدر سنة 2015 من إخراج Leigh Whannell . وهو تتمة للجزء الثاني «غدار» (2013).

## القصة
في إطار مليء بالرعب والإثارة والتشويق، تدور أحداث الجزء الثالث من السلسلة قبل الأحداث المؤسفة التي ألمت بعائلة (لامبرت) والتي وقعت في الجزء الأول، حيث توافق (إليس رانيار) الطبيبة النفسية الماهرة بعد طول تردد وحيرة على استخدام مواهبها في التواصل مع عالم الموتى؛ لتساعد فتاة مراهقة تَرَصَّدَ لها كيان خارق وشرير.

## عن الفلم
مدة الفلم : 97 دقيقة
البطولة : Dermot Mulroney . Stefanie Scott . Angus Sampson 
الميزانية : 10 ملايين 
الإيرادات : 109.5 مليون 
الفلم حصل على موقع IMDB تقييم 10/6.1  وتم تقييمه على موقع Rotten Tomatoes بنسبة 59% 

## وصلات خارجية
- غدار: الفصل الثالث على موقع IMDb (الإنجليزية)
- غدار: الفصل الثالث على موقع ميتاكريتيك (الإنجليزية)
- غدار: الفصل الثالث على موقع روتن توميتوز (الإنجليزية)
- غدار: الفصل الثالث على موقع نتفليكس (الإنجليزية)
- غدار: الفصل الثالث على موقع قاعدة بيانات الأفلام العربية
- غدار: الفصل الثالث على موقع ألو سيني (الفرنسية)
- غدار: الفصل الثالث على موقع Turner Classic Movies (الإنجليزية)
- غدار: الفصل الثالث على موقع أول موفي (الإنجليزية)
- غدار: الفصل الثالث على موقع بوكس أوفيس موجو (الإنجليزية)
- غدار: الفصل الثالث على موقع فيلمافينيتي (الإسبانية)